# Качулове
Качу́лове — село Чогодарівської сільської громади у Березівському районі Одеської області, Україна.
Засновано в середині 1820-х років у рамках освоєння набутих унаслідок російсько-турецької війни 1787—1791 років земель Причорномор'я і отримало свою назву від прізвища першого власника — поміщика поручика Георгія Івановича Качулова.
Вперше згадується в «Зошиті Преображенської церкви селища Василівка» в червні 1827 року у зв'язку з народженням немовляти Агрипіни в родині кріпака Трохима Гарасимчука та його дружини Ксенії.
У документах Тираспольського духовного правління за 1833 рік щодо парафіян тієї ж Преображенської церкви міститься запис: «У селі Качулове живе поміщик поручик Єгор Іванович Качулов» з дружиною та донькою, а всього в селі було 10 селянських дворів, де проживали 39 осіб чоловічої і 43 — жіночої статі. За даними 1842 року, налічувалося вже 12 селянських дворів, де проживали, відповідно, 48 та 50 осіб.
Надалі кількість жителів села постійно зростала, і в 1859 році в ньому нараховувалося вже 30 дворів, де проживали 163 особи, у тому числі: 82 — чоловічої, 81 — жіночої статі.
У 1896 році в селі налічувалося вже 54 двори та 301 мешканець (146 — чоловічої, 155 — жіночої статі).
За результатами Всеросійського сільськогосподарського перепису 1916 року, у селі було 98 дворів, 450 жителів (183 — чоловічої, 267 — жіночої статі).
2016 року в селі Качулове налічується лише 13 дворів.

## Населення
Згідно з переписом УРСР 1989 року чисельність наявного населення села становила 159 осіб, з яких 69 чоловіків та 90 жінок.
За переписом населення України 2001 року в селі мешкало 119 осіб.

### Мова
Розподіл населення за рідною мовою за даними перепису 2001 року:
| Мова       | Відсоток |
| ---------- | -------- |
| українська | 91,67 %  |
| молдовська | 7,50 %   |
| російська  | 0,83 %   |